# Manuel de Lara Churriguera
Manuel de Lara Churriguera (* um 1690 in Madrid; † 17. Juli 1755 in Salamanca) war ein spanischer Architekt und Bildhauer der Barockzeit. Er gehörte zu der in Spanien berühmten Künstlerfamilie Churriguera, nach der der Churriguerismus, eine Stilepoche des Spätbarock, benannt ist.

## Familie
Manuel de Lara Churriguera war der Sohn des Bildhauers José de Larra Domínguez († 1735) und seiner Frau Mariana de Churriguera. Drei seiner Onkel mütterlicherseits, José Benito de Churriguera († 1725), Joaquín de Churriguera († 1724) und Alberto de Churriguera († 1750), waren wesentlich an der Planung und künstlerischen Gestaltung der Plaza Mayor von Salamanca beteiligt.

## Werk
Die meisten architektonischen und bildhauerischen Hauptwerke der Zeit entstanden als Gemeinschaftsproduktionen mehrerer Werkstätten. Zusammen mit seinen Onkeln war Manuel mit der Ausgestaltung der Capilla de Nuestra Señora de los Dolores in der neuen Kathedrale von Salamanca beschäftigt. Gegen Andrés García de Quiñones bewarb er sich um die interessantesten und lukrativsten Aufträge der Stadt. Darüber hinaus war er an mehreren Bauvorhaben in der Provinz Cáceres beteiligt – darunter auch am Real Monasterio de Nuestra Señora de Guadalupe. Das Obergeschoss des Glockenturms (campanario) der Kathedrale von Coria wurde unter seiner Leitung erneuert.